# 細野晴臣
細野晴臣（日语：／ Hosono Haruomi，1947年7月9日—），是日本男性音樂家、歌手、詞曲作者和唱片製作人，他被認為是日本流行音樂史上最具影響力的音樂家之一，幾十年來塑造了日本流行音樂以及日本以外的流行音樂。並啟發了城市流行音樂和涩谷系等流派，他也是黃色魔術交響樂團的成員，其與樂隊成員坂本龍一、高桥幸宏、對迷幻浩室和合成器運動有著開創式的世界影響，並以追求多元化的風格影響著電子音樂流派。
細野的職業生涯始於1969年創立的迷幻搖滾樂隊Apryl Fool，之後則作為Happy End和黃色魔術交響樂團樂隊的創始成員在日本國內和國際上獲得認可。細野也還發行了多張涵蓋多種風格的個人專輯，包括電影配樂和各種電子音樂專輯。除了錄製自己的音樂外，細野也為其他音樂家進行相當多的製作工作。2003年，細野被HMV Japan評為有史以來日本流行藝人100強榜單的第44位，此外細野也曾獲得2008年藝術選獎之文部科學大臣賞。目前為多摩美術大學美術學部藝術學科客座教授。

## 經歷
細野在大學時開始學習貝斯，1969年加入名為Apryl Fool的迷幻搖滾樂團擔任貝斯手而開始展露頭角。錄完同名專輯之後，與團員松本隆離團另組民謠搖滾樂團Happy End。Happy End解散後，細野與其他一些樂手合作，擔任許多歌手的樂曲演奏或製作。1973年，個人的首張專輯《細野之家》（Hosono House）發行，之後又陸續發表了《熱帶丹迪》（Tropical Dandy，1975年）、《泰安洋行》（1976年）等個人專輯。
1978年，細野晴臣、坂本龍一及高橋幸宏三人組成以電子合成樂為主的樂團——黃色魔術交響樂團（Yellow Magic Orchestra，簡稱YMO）。該樂團在1970年代末至1980年代初所發表的幾張專輯都受到日本及國際樂壇上高度的評價，被視為是電子合成流行音樂的先驅。1984年YMO樂團「散開」後，三人各自發展自己的音樂事業。細野發行了一些個人專輯，其中包括了電影、動畫片的配樂，以及各種電子合成的氛圍音樂。
他是首批意識到電子遊戲音效與音樂魅力的音樂製作人之一。YMO在1978年發行的同名專輯就融入了大量的遊戲音效。脫離YMO後，1984年細野製作了一張名為《電玩音樂》（Video Game Music）專輯，收錄了南夢宮在1980至1983年所發行的遊戲之背景音樂與音效的改編或混音版，是日本第一張收錄電子遊戲音樂專輯，也從此音樂界開始出現了「電玩音樂」的這個類別。
1980年代末期與1990年代初期，他的音樂作品受到世界音樂與氛圍音樂的影響極深，期間他也與許多國外的歌手與音樂家合作。而除了自己的音樂作品之外，他也替一些藝人完成許多音樂的製作，諸如越美晴、森高千里、松田聖子……等等。
1996年他創立了自己的音樂品牌「雛菊世界」（daisyworld），以發行日本及世界各地的各種實驗性音樂。他自己也常常參與製作。2002年他與YMO前團員高橋幸宏組成了Sketch Show，一個以電子音樂為主的團體，而另一前YMO團員坂本龍一也常常協作。2003年，在坂本投入更多精力後，Sketch Show成為三人組合，並更名為Human Audio Sponge。
2008年3月，細野晴臣獲頒藝術選獎之文部科學大臣賞。
2018年1月13日，細野晴臣來台在Legacy舉行「細野晴臣新作發行紀念公演」，隔年3月二度來台公演。
他的祖父細野正文是1912年4月15日沉沒的鐵達尼號郵輪上唯一的日籍乘客，並在該次海難中生還。

## 作品

### 專輯
| 發行年份 | 原名                     | 中文譯名                      | 備註                                     |
| -------- | ------------------------ | ----------------------------- | ---------------------------------------- |
| 1973     | Hosono House             | 細野之家                      | (2018年台灣復刻盤發行)                   |
| 1975     | Tropical Dandy           | 熱帶酷男                      |                                          |
| 1976     | 泰安洋行                 | 泰安洋行                      |                                          |
| 1978     | Paraiso                  | 天堂                          |                                          |
| 1978     |                          | 科欽之月                      | (2018年數位上架)                         |
| 1982     | Philharmony              | 愛樂者                        |                                          |
| 1984     | S・F・X                  | S・F・X                       |                                          |
| 1985     | Coincidental Music       | 巧合之樂                      |                                          |
| 1985     | Mercuric Dance           | 水銀之舞                      |                                          |
| 1985     | The Endless Talking      | 無盡話語                      |                                          |
| 1989     | Omni Sight Seeing        | 包攬萬象                      |                                          |
| 1993     | Medicine Compilation     | 藥物彙編                      |                                          |
| 1993     | Mental Sports Mixes      | 腦力運動                      |                                          |
| 1995     | Good Sport               | 優良運動                      |                                          |
| 1995     | Naga                     | 納加                          |                                          |
| 1995     | N. D. E                  | 瀕死經驗                      |                                          |
| 1996     | Interpieces Organization | 作品交流組織                  | 細野晴臣與比爾・拉斯維爾（Bill Laswell） |
| 1999     |                          | 往路易斯安那之路              | 哈利與麥克（窪田誠）                     |
| 2007     | Flying Saucer 1947       | 飛碟1947                      | 哈利・細野與世界膽小鬼樂隊               |
| 2011     | HoSoNoVa                 |                               |                                          |
| 2013     | Heavenly Music           | 僅有日本版                    |                                          |
| 2017     | Vu Jà Dé (ヴジャデ)      | Vu Jà Dé(同年台灣盤發行)      |                                          |
| 2019     | HOCHONO HOUSE            | HOCHONO HOUSE(同年台灣盤發行) |                                          |

### 原聲帶
| 發行年份 | 原名                | 中文譯名           |
| -------- | ------------------- | ------------------ |
| 1985     | 銀河鉄道の夜        | 銀河鐵道之夜       |
| 1985     | Paradise View       | 天堂之景           |
| 1987     | 源氏物語            | 源氏物語           |
| 2005     | La Maison de Himiko | 卑彌呼之家         |
| 2007     | Ex Machina          | 機械人             |
| 2008     |                     | 咕咕是隻貓         |
| 2018     |                     | 小偷家族電影原聲帶 |

### 提供作品
High School Lullaby（1981年）
（1982年）
Teenage Eagles（1983年）
- Apogee & Perigee：

（1984年）
（1984年）
- 松田聖子：

（1983年）
（1983年）
（1984年）
- 中森明菜：（1984年）
- 柏原芳惠：（1982年）
- 森進一：

（1983年）

- 藤村美樹：

（1983年）

- 山下久美子：（1982年）
- 安田成美：

（1984年）

- 森高千里：
- 堀江美都子：
- ：（1982年）
- 山田邦子：
- 川上先生與長島先生：
- 伊武雅刀：
- 戶川純：（1984年）
- 早瀨優香子：
- 小泉今日子：

- Chappie：
- 中川翔子：

- 富士電視Quiz Grand-prix節目開場曲（1975年至1980年最終回）
- NHK每日新聞開場曲